# SDL Trados Studio

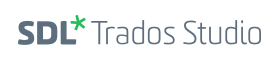
SDL Trados Studio

SDL Trados Studio ist ein Computerprogramm für computerunterstützte Übersetzung.
Das von Trados initiierte Programm wird von der SDL-Gruppe weiterentwickelt und vertrieben. Mit der Übernahme der SDL durch RWS wird das Programm unter dem alten Markennamen Trados weitergeführt.

## Entwicklung und Versionen
Die wichtigsten von Trados veröffentlichten Vorgängerversionen waren Trados Translation Solution Freelance Edition 3 (1999) sowie die Versionen Trados 5 (2001) und Trados 6 (2003).
Der unmittelbare Vorgänger SDL Trados 2007 bestand aus mehreren separaten Anwendungen. Dazu gehörten unter anderem Translator's Workbench, der TagEditor und SDLX. Die Programme wurden einzeln gestartet, waren aber durch Tastenkombinationen miteinander verbunden. Die Dateiformate von TagEditor (*.ttx) und SDLX (*.itd) waren nur bedingt miteinander kompatibel.
Das vom TagEditor verwendete *.ttx-Format ließ sich auch mit Programmen von Drittanbietern bearbeiten (durch ein entsprechendes Makro auch in Microsoft Word).
Die erste Version des Programms – SDL Trados Studio 2009 – enthielt vorrangig neue Module, darunter Verbesserungen an der Benutzeroberfläche und der Lokalisierung. Zudem wurde ein neues Translation-Memory Datenbankformat eingeführt. Dieses auf SQLite basierende Format konnte durch Drittanbieterprogramme bearbeitet und dadurch manipuliert werden. Erstmals in dieser Version wurde die Funktion zum Erweitern der Funktionalitäten über verschiedene Programme (Apps) eingeführt.
Weitere Versionen waren SDL Trados Studio 2011, SDL Trados Studio 2014, SDL Trados Studio 2015 sowie SDL Trados Studio 2017.
Neuerungen der Version SDL Trados Studio 2017 waren das selbstlernende maschinelle Übersetzungstool AdaptiveMT sowie verschiedene Weiterentwicklungen. Die Version kann ebenfalls durch Programme aus dem eigenen SDL Appstore erweitert werden.
Neu in der Version 2019 waren die Funktion „Tell me“, mit der Anwender einen schnelleren Zugriff auf Funktionen und Einstellungen gewährt sowie eine integrierte Lernumgebung, ein überarbeiteter Projektassistent, sprachspezifische Qualitätsprüfungen, ein überarbeiteter Translation-Memory-Editor sowie ein verbessertes Alignment.
SDL wurde von RWS im November 2020 gekauft, und die Marke SDL wurde danach durch die Marke RWS abgelöst. 
Die aktuelle Version ist Trados Studio 2024.